# Mikałaj Kazak
Mikałaj Stanisławawicz Kazak (biał. Мікалай Станіслававіч Казак, ros. Николай Станиславович Казак, Nikołaj Stanisławowicz Kazak; ur. 29 października 1945 w Mohylewie) – białoruski fizyk i polityk, w latach 2008–2012 deputowany do Izby Reprezentantów Zgromadzenia Narodowego Republiki Białorusi IV kadencji; doktor nauk fizyczno-matematycznych (odpowiednik polskiego stopnia doktora habilitowanego) i akademik.

## Życiorys
Urodził się 29 października 1945 roku we wsi Deszczenka, w rejonie uzdowskim obwodu mińskiego Białoruskiej SRR, ZSRR. Ukończył studia na Wydziale Fizyki Białoruskiego Uniwersytetu Państwowego. Posiada stopień doktora nauk fizyczno-matematycznych (odpowiednik polskiego stopnia doktora habilitowanego) i tytuł akademika. Pracował jako starszy inżynier, młodszy pracownik naukowy, dyrektor Instytutu Fizyki im. B. Stiepanowicza, akademik-sekretarz Działu Fizyki, Matematyki i Informatyki, główny uczony sekretarz Narodowej Akademii Nauk Białorusi.
27 października 2008 roku został deputowanym do Izby Reprezentantów Zgromadzenia Narodowego Republiki Białorusi IV kadencji z Mińskiego-Kalinowskiego Okręgu Wyborczego Nr 108. Pełnił w nim funkcję zastępcy przewodniczącego Stałej Komisji ds. Oświaty, Kultury, Nauki i Postępu Naukowo-Technicznego. Od 13 listopada 2008 roku był członkiem Narodowej Grupy Republiki Białorusi w Unii Międzyparlamentarnej.

## Prace
Mikałaj Kazak jest autorem ponad 300 prac naukowych, w tym ponad 40 wynalazków, w dziedzinie fizyki laserowej, optyki nieliniowej, optyki i akustyki kryształów.

## Odznaczenia
- Order Franciszka Skaryny;
- Nagroda Leninowskiego Komsomołu Białorusi;
- Nagroda Państwowa Republiki Białorusi[1].

## Życie prywatne
Mikałaj Kazak jest żonaty, ma syna i córkę.